# Loratadină
Loratadina (cu denumirea comercială Claritine, Flonidan, Proactin, Symphoral, ș.a.) este un antihistaminic din clasa compușilor triciclici, de generația a 2-a, fiind utilizat în tratamentul alergiilor. Printre acestea se numără rinita alergică și urticaria cronică idiopatică. Calea de administrare disponibilă este cea orală.
Se află pe lista medicamentelor esențiale ale Organizației Mondiale a Sănătății. Molecula a fost patentată în 1980.

## Utilizări medicale
Loratadină este utilizată ca tratament simptomatic în alergii:
- Rinită alergică
- Urticarie cronică idiopatică
- Alte alergii cu manifestare cutanată

## Reacții adverse
Fiind un antihistaminic de generația a 2-a, produce foarte rar sau deloc sedare.